# Potrerillos, Xilitla
Potrerillos är en ort i Mexiko.   Den ligger i kommunen Xilitla och delstaten San Luis Potosí, i den centrala delen av landet, 210 km norr om huvudstaden Mexico City. Potrerillos ligger 1 200 meter över havet och antalet invånare är 604.
Terrängen runt Potrerillos är bergig åt nordväst, men åt sydost är den kuperad. Runt Potrerillos är det ganska tätbefolkat, med 72 invånare per kvadratkilometer. Närmaste större samhälle är Xilitla, 12,2 km nordost om Potrerillos. I omgivningarna runt Potrerillos växer huvudsakligen savannskog.